# Sikhar Ambote
Sikhar Ambote (nep. शिखर आम्बोटे) – gaun wikas samiti w środkowej części Nepalu w strefie Bagmati w dystrykcie Kavrepalanchok. Według nepalskiego spisu powszechnego z 2001 roku liczył on 784 gospodarstw domowych i 4278 mieszkańców (2129 kobiet i 2149 mężczyzn).